# Лафонд, Теа
Теа Ноэлива Лафонд (англ. Thea Noeliva LaFond, род. 5 апреля 1994 года, Розо, Доминика) — доминикская легкоатлетка, выступающая преимущественно в тройном прыжке.
Олимпийская чемпионка 2024 года (не только первый олимпийский чемпион Доминики в истории страны, но и первый призёр Олимпийских игр в истории Доминики), чемпионка мира 2024 года в помещении, двукратный призёр Игр Содружества (2018 и 2022), призёр Панамериканских игр. Участница Олимпийских игр 2016 и 2020 годов.

## Биография
Теа Лафонд родилась 5 апреля 1994 года в доминикском городе Розо.
В 2016 году вошла в состав сборной Доминики на летних Олимпийских играх в Рио-де-Жанейро. Выступала в тройном прыжке. В квалификации в единственной удачной попытке прыгнула на 12,82 метра и заняла последнее, 37-е место.
В 2018 году стала бронзовым призёром Игр Содружества в Голд-Косте. Показав результат 13,92 метра, уступила двум прыгуньям с Ямайки — Кимберли Уильямс (14,64) и Шанике Рикеттс (14,52). Лафонд стала первой доминикской спортсменкой, завоевавшей медаль Игр Содружества.
На Олимпийских играх 2020 года в Токио в квалификации тройного прыжка установила национальный рекорд — 14,60 м. В финале сумела прыгнуть только на 12,57 м и заняла последнее место.
На чемпионате мира 2022 года в Орегоне заняла пятое место в тройном прыжке с результатом 14,56 м, проиграв 16 см бронзовому призёру.
В августе 2022 года заняла второе место на Играх Содружества в тройном прыжке с результатом 14,39 м.
В начале марта 2024 года выиграла золото на чемпионате мира в помещении в Глазго с национальным рекордом (15,01 м), став первым спортсменом из Доминики, выигравшим золотую медаль чемпионата мира по легкой атлетике.
Действующая рекордсменка Доминики в (пятиборье, 4222 очка), беге на  60 метров с барьерами (8,38 сек), 100 метров с барьерами (14,03 сек), прыжках в длину (6,64 м), тройном прыжке (15,02 м) и в прыжках в высоту (185 см).
3 августа 2024 года на Олимпийских играх в Париже на стадионе «Стад де Франс» выиграла золото в тройном прыжке с национальным рекордом и лучшим результатом сезона в мира (15,02 м). Занявшая второе место Шаника Рикеттс отстала на 15 см.
По информации на январь 2025 года, Лафонд — посол бренда Национального банка Доминики (NBD). В рамках этой роли она будет работать с молодыми жителями страны, продвигать позитивные инициативы и способствовать росту нации.

## Личные рекорды
- Бег на 100 метров с барьерами — 14,03 (16 мая 2015, Ист-Лансинг)[3]
- Прыжки в высоту — 185 см (3 апреля 2015, Гейнсвилл)[3]
- Прыжки в длину — 6,57 м (2021)[3]
- Тройной прыжок — 15,02 м (2024)[5] (до этого —14,60 м в 2021 году[3])